# Clasificación de Asia para los Juegos Olímpicos de Los Ángeles 1984
La Clasificación de Asia para los Juegos Olímpicos de Los Ángeles 1984 se jugó del 12 de agosto de 1983 al 29 de abril de 1984 para definir a tres clasificados entre 21 participantes a fútbol en los Juegos Olímpicos de Los Ángeles 1984. Corea del Norte fue vetado por dos años por la FIFA y la Confederación Asiática de Fútbol por atacar a un árbitro durante las semifinales de los Juegos Asiáticos de 1982 ante Kuwait en Nueva Deli.

## Primera ronda

### Grupo 1
| País     | J | G | E | P | GF | GC | GD | Pts |
| -------- | - | - | - | - | -- | -- | -- | --- |
| Kuwait   | 6 | 3 | 2 | 1 | 11 | 6  | +5 | 8   |
| Catar    | 6 | 2 | 4 | 0 | 6  | 4  | +2 | 8   |
| Siria    | 6 | 3 | 1 | 2 | 9  | 8  | +1 | 7   |
| Jordania | 6 | 0 | 1 | 5 | 3  | 11 | −8 | 1   |

| Equipo 1 | Resultado | Equipo 2 |
| -------- | --------- | -------- |
| Siria    | 3-2       | Jordania |
| Jordania | 0-1       | Siria    |
| Catar    | 2-1       | Jordania |
| Kuwait   | 3-0       | Jordania |
| Kuwait   | 2–2       | Catar    |
| Siria    | 1–3       | Kuwait   |
| Jordania | 0-0       | Catar    |
| Jordania | 0-2       | Kuwait   |
| Siria    | 1–1       | Catar    |
| Catar    | 0–0       | Kuwait   |
| Kuwait   | 1-3       | Siria    |
| Catar    | 1-0       | Siria    |

### Grupo 2
| País                   | J        | G        | E        | P        | GF       | GC       | GD       | Pts      |
| ---------------------- | -------- | -------- | -------- | -------- | -------- | -------- | -------- | -------- |
| Irak                   | 4        | 1        | 3        | 0        | 4        | 3        | +1       | 5        |
| Baréin                 | 4        | 1        | 2        | 1        | 3        | 3        | 0        | 4        |
| Emiratos Árabes Unidos | 4        | 0        | 3        | 1        | 3        | 4        | −1       | 3        |
| Líbano                 | Abandonó | Abandonó | Abandonó | Abandonó | Abandonó | Abandonó | Abandonó | Abandonó |

| Equipo 1               | Resultado | Equipo 2               |
| ---------------------- | --------- | ---------------------- |
| Irak                   | 0-0       | Baréin                 |
| Irak                   | 0-0       | Emiratos Árabes Unidos |
| Baréin                 | 0-0       | Emiratos Árabes Unidos |
| Baréin                 | 1-2       | Irak                   |
| Emiratos Árabes Unidos | 2–2       | Irak                   |
| Emiratos Árabes Unidos | 1–2       | Baréin                 |

### Grupo 3
Arabia Saudita jugó de local y visitante mientras que el resto de equipos jugaron en Malasia y Singapur.
| País           | J | G | E | P | GF | GC | GD  | Pts |
| -------------- | - | - | - | - | -- | -- | --- | --- |
| Arabia Saudita | 8 | 6 | 1 | 1 | 22 | 5  | +17 | 13  |
| Malasia        | 8 | 5 | 2 | 1 | 14 | 7  | +7  | 12  |
| India          | 8 | 3 | 1 | 4 | 11 | 14 | −3  | 7   |
| Singapur       | 8 | 2 | 1 | 5 | 4  | 14 | −10 | 5   |
| Indonesia      | 8 | 0 | 3 | 5 | 3  | 14 | −11 | 3   |

| Equipo 1       | Resultado | Equipo 2       |
| -------------- | --------- | -------------- |
| India          | 1-2       | Arabia Saudita |
| Indonesia      | 1-1       | Arabia Saudita |
| Malasia        | 3-1       | Arabia Saudita |
| Singapur       | 0-3       | Arabia Saudita |
| Malasia        | 1-1       | Indonesia      |
| India          | 1–2       | Singapur       |
| India          | 4-0       | Indonesia      |
| Singapur       | 0-2       | Malasia        |
| Malasia        | 3–3       | India          |
| Singapur       | 1–0       | Indonesia      |
| Malasia        | 2-0       | India          |
| Indonesia      | 1-1       | Singapur       |
| Malasia        | 2–0       | Indonesia      |
| India          | 1–0       | Singapur       |
| India          | 1-0       | Indonesia      |
| Malasia        | 1-0       | Singapur       |
| Arabia Saudita | 5-0       | India          |
| Arabia Saudita | 2–0       | Malasia        |
| Arabia Saudita | 5-0       | Singapur       |
| Arabia Saudita | 3-0       | Indonesia      |

### Grupo 4
Los partidos se jugaron en Tailandia.
| País          | J | G | E | P | GF | GC | GD  | Pts |
| ------------- | - | - | - | - | -- | -- | --- | --- |
| Tailandia     | 6 | 4 | 1 | 1 | 7  | 3  | +4  | 9   |
| Corea del Sur | 6 | 3 | 2 | 1 | 12 | 5  | +7  | 8   |
| China         | 6 | 2 | 3 | 1 | 10 | 5  | +5  | 7   |
| Hong Kong     | 6 | 0 | 0 | 6 | 1  | 17 | −16 | 0   |

| Equipo 1      | Resultado | Equipo 2      |
| ------------- | --------- | ------------- |
| Tailandia     | 2-1       | Corea del Sur |
| China         | 4-0       | Hong Kong     |
| Tailandia     | 3-0       | Hong Kong     |
| Corea del Sur | 3-3       | China         |
| Tailandia     | 0-0       | China         |
| Corea del Sur | 4-0       | Hong Kong     |
| China         | 0-0       | Corea del Sur |
| Hong Kong     | 0-1       | Tailandia     |
| Hong Kong     | 0-2       | Corea del Sur |
| China         | 0–1       | Tailandia     |
| Corea del Sur | 2-0       | Tailandia     |
| Hong Kong     | 1-3       | China         |

### Grupo 5

#### Ronda Preliminar
Los partidos se jugaron en Taiwán y Japón.
| Equipo 1 | Agr.         | Equipo 2           | Ida | Vuelta |
| -------- | ------------ | ------------------ | --- | ------ |
| Taiwán   | 3-3 (4-2 p.) | Papúa Nueva Guinea | 3-3 | 0–0    |
| Japón    | 17–1         | Filipinas          | 7–0 | 10–1   |

| 21 de agosto de 1983 | Taiwán                                                   | 3 - 3 | Papúa Nueva Guinea | Estadio Municipal de Taipéi, Taipéi |  |
|                      | Wu Shui-chi 30' · Tu Teng-chuan 50' · Wang Tun-cheng 71' |       | Sani 5' 43' 60'    |                                     |  |

| 23 de agosto de 1983 | Papúa Nueva Guinea | 0 - 0 (t. s.)(2 - 4 p.) | Taiwán | Estadio Municipal de Taipéi, Taipéi |  |

| 4 de septiembre de 1983 | Japón                                                                       | 7 - 0   | Filipinas | Olímpico, Tokio                                         |                                                         |
|                         | Hara 23' · Kimura 27' 76' (pen.) · Kato 37' · Yokoyama 41' · Tanaka 48' 78' | Reporte |           | Asistencia: 9000 espectadores Árbitro(s): Vijit Getkaew | Asistencia: 9000 espectadores Árbitro(s): Vijit Getkaew |

| 7 de septiembre de 1983 | Filipinas   | 1 - 10  | Japón                                                                                           | Olímpico, Tokio                                         |                                                         |
|                         | Araneta 32' | Reporte | Gómez 3' (a.g.) · Maeda 10' · Kimura 28' 35' 77' 82' 89' · Hara 29' · Yokoyama 46' · Kaneda 73' | Asistencia: 8000 espectadores Árbitro(s): Pamon Saismur | Asistencia: 8000 espectadores Árbitro(s): Pamon Saismur |

#### Ronda Principal
| País          | J | G | E | P | GF | GC | GD | Pts |
| ------------- | - | - | - | - | -- | -- | -- | --- |
| Nueva Zelanda | 4 | 3 | 1 | 0 | 7  | 2  | +5 | 7   |
| Japón         | 4 | 1 | 1 | 2 | 4  | 5  | −1 | 3   |
| Taiwán        | 4 | 0 | 2 | 2 | 2  | 6  | −4 | 2   |

| Equipo 1      | Resultado | Equipo 2      |
| ------------- | --------- | ------------- |
| Japón         | 2-0       | Taiwán        |
| Taiwán        | 1-1       | Japón         |
| Nueva Zelanda | 3-1       | Japón         |
| Nueva Zelanda | 2-0       | Taiwán        |
| Japón         | 0-1       | Nueva Zelanda |
| Taiwán        | 1–1       | Nueva Zelanda |

## Segunda ronda
Todos los partidos se jugaron en Singapur.

### Grupo 1
| País           | J | G | E | P | GF | GC | GD | Pts |
| -------------- | - | - | - | - | -- | -- | -- | --- |
| Arabia Saudita | 4 | 3 | 1 | 0 | 13 | 7  | +6 | 7   |
| Corea del Sur  | 4 | 2 | 1 | 1 | 7  | 5  | +2 | 5   |
| Kuwait         | 4 | 2 | 1 | 1 | 5  | 4  | +1 | 5   |
| Baréin         | 4 | 1 | 1 | 2 | 2  | 4  | −2 | 3   |
| Nueva Zelanda  | 4 | 0 | 0 | 4 | 1  | 8  | −7 | 0   |

| 14-4-1984 | Kuwait                 | 2-0     | Baréin | National Stadium, Singapur                               |                                                          |
|           | Fathi 53' · Yussef 80' | Reporte |        | Asistencia: 10,000 espectadores Árbitro(s): C. Bambridge | Asistencia: 10,000 espectadores Árbitro(s): C. Bambridge |

| 15-4-1984 | Arabia Saudita               | 3-1     | Nueva Zelanda | National Stadium, Singapur |  |
|           | Majed 11' 60' · Mohaisen 25' | Reporte | Herbert 59'   |                            |  |

| 17-4-1984 | Corea del Sur | 0-0     | Kuwait | National Stadium, Singapur |                          |
|           |               | Reporte |        | Árbitro(s): Zhang Daqiao   | Árbitro(s): Zhang Daqiao |

| 17-4-1984 | Arabia Saudita | 1–1     | Baréin     | National Stadium, Singapur |                           |
|           | Mohaisen 66'   | Reporte | Khalil 77' | Árbitro(s): Lee Kok Leong  | Árbitro(s): Lee Kok Leong |

| 19-4-1984 | Kuwait                   | 2–0     | Nueva Zelanda | National Stadium, Singapur |                          |
|           | Abdulla 30' · Nassir 36' | Reporte |               | Árbitro(s): Thomson Chan   | Árbitro(s): Thomson Chan |

| 19-4-1984 | Corea del Sur | 1-0     | Baréin | National Stadium, Singapur                             |                                                        |
|           | Choi 43'      | Reporte |        | Asistencia: 15,000 espectadores Árbitro(s): Ahmad Bash | Asistencia: 15,000 espectadores Árbitro(s): Ahmad Bash |

| 22-4-1984 | Arabia Saudita                   | 4-1     | Kuwait      | National Stadium, Singapur |                          |
|           | Mohaisen 34' 52' · Majed 86' 89' | Reporte | Abdulla 60' | Árbitro(s): C. Bambridge   | Árbitro(s): C. Bambridge |

| 22-4-1984 | Corea del Sur             | 2–0     | Nueva Zelanda | National Stadium, Singapur |  |
|           | Chung Y.H. 66' · Choi 71' | Reporte |               |                            |  |

| 24-4-1984 | Baréin     | 1–0     | Nueva Zelanda | National Stadium, Singapur                            |                                                       |
|           | Khalil 42' | Reporte |               | Asistencia: 6,000 espectadores Árbitro(s): Ahmad Bash | Asistencia: 6,000 espectadores Árbitro(s): Ahmad Bash |

| 24-4-1984 | Arabia Saudita                                              | 5-4     | Corea del Sur                                                  | National Stadium, Singapur                             |                                                        |
|           | Shaye 40' · Mohaisen 47' · Majed 58' (pen.) 66' · Saleh 82' | Reporte | Chung J.S. 15' · Chung H.W. 18' · Hussein 49' (o.g.) · Lee 75' | Asistencia: 20,000 espectadores Árbitro(s): H. Sudarso | Asistencia: 20,000 espectadores Árbitro(s): H. Sudarso |

### Grupo 2
| País      | J | G | E | P | GF | GC | GD | Pts |
| --------- | - | - | - | - | -- | -- | -- | --- |
| Catar     | 4 | 4 | 0 | 0 | 7  | 1  | +6 | 8   |
| Irak      | 4 | 3 | 0 | 1 | 6  | 4  | +2 | 6   |
| Tailandia | 4 | 1 | 1 | 2 | 6  | 5  | +1 | 3   |
| Malasia   | 4 | 1 | 1 | 2 | 2  | 5  | −3 | 3   |
| Japón     | 4 | 0 | 0 | 4 | 5  | 11 | −6 | 0   |

| 15-4-1984 | Tailandia                                                 | 5–2     | Japón                        | National Stadium, Singapur      |                                 |
|           | Piyapong 16' 50' 71' (pen.) · Chalor 25' · Chalermvud 49' | Reporte | Hashiratani 70' · Kimura 79' | Asistencia: 15,000 espectadores | Asistencia: 15,000 espectadores |

| 16-4-1984 | Catar                           | 2–0     | Malasia | National Stadium, Singapur                               |                                                          |
|           | Khalfan 52' (pen.) · Salman 55' | Reporte |         | Asistencia: 20,000 espectadores Árbitro(s): Thomson Chan | Asistencia: 20,000 espectadores Árbitro(s): Thomson Chan |

| 18-4-1984 | Irak                  | 2–1     | Tailandia   | National Stadium, Singapur                             |                                                        |
|           | Munir 7' · Jassim 78' | Reporte | Vorawan 36' | Asistencia: 25,000 espectadores Árbitro(s): H. Sudarso | Asistencia: 25,000 espectadores Árbitro(s): H. Sudarso |

| 18-4-1984 | Malasia                | 2–1     | Japón    | National Stadium, Singapur |                       |
|           | Yunus 31' · Zainal 54' | Reporte | Hara 85' | Árbitro(s): M. Nazari      | Árbitro(s): M. Nazari |

| 21-4-1984 | Catar       | 1–0     | Tailandia | National Stadium, Singapur |                           |
|           | Khalfan 19' | Reporte |           | Árbitro(s): Lee Kok Leong  | Árbitro(s): Lee Kok Leong |

| 21-4-1984 | Irak                  | 2–1     | Japón    | National Stadium, Singapur                             |                                                        |
|           | Munir 2' · Dirjal 45' | Reporte | Hara 34' | Asistencia: 15,000 espectadores Árbitro(s): N. Chandra | Asistencia: 15,000 espectadores Árbitro(s): N. Chandra |

| 23-4-1984 | Catar                           | 2–0     | Irak | National Stadium, Singapur                               |                                                          |
|           | Khalfan 14' (pen.) · Muftah 77' | Reporte |      | Asistencia: 30,000 espectadores Árbitro(s): Zhang Daqiao | Asistencia: 30,000 espectadores Árbitro(s): Zhang Daqiao |

| 23-4-1984 | Tailandia | 0–0     | Malasia | National Stadium, Singapur |                       |
|           |           | Reporte |         | Árbitro(s): M. Nazari      | Árbitro(s): M. Nazari |

| 26-4-1984 | Catar                    | 2–1     | Japón    | National Stadium, Singapur |                         |
|           | Khalfan 21' · Salman 64' | Reporte | Hara 50' | Árbitro(s): Tulu Gurkan    | Árbitro(s): Tulu Gurkan |

| 26-4-1984 | Irak                   | 2–0     | Malasia | National Stadium, Singapur                               |                                                          |
|           | Allawi 37' · Saeed 62' | Reporte |         | Asistencia: 18,000 espectadores Árbitro(s): C. Bambridge | Asistencia: 18,000 espectadores Árbitro(s): C. Bambridge |

### Playoff
| 29-4-1984 | Irak       | 1–0     | Corea del Sur | National Stadium, Singapur                               |                                                          |
|           | Dirjal 43' | Reporte |               | Asistencia: 45,000 espectadores Árbitro(s): C. Bambridge | Asistencia: 45,000 espectadores Árbitro(s): C. Bambridge |

## Clasificados
- Arabia Saudita
- Catar
- Irak